# ناحیه الک، شهرستان لیک، میشیگان
ناحیه الک (به انگلیسی: Elk Township) یک منطقهٔ مسکونی در ایالات متحده آمریکا است که در شهرستان لیک، میشیگان واقع شده‌است.
 ناحیه الک ۹۵٫۳ کیلومتر مربع مساحت و ۹۰۰ نفر جمعیت دارد و ۲۳۲ متر بالاتر از سطح دریا واقع شده‌است.